# Дедлайн (фильм)
«Deadline» («Линия смерти») — российский кинофильм, дебют молодого режиссёра Павла Руминова, снятый на цифровую видеокамеру.

## Сюжет
Фильм рассказывает о сценаристе, которого постиг «творческий кризис». В условиях дедлайна ни он сам, ни его продюсер не могут заставить его закончить сценарий детективного телесериала. Последняя надежда — это некое ключевое действие…

## В ролях
| Актёр             | Роль                 |
| ----------------- | -------------------- |
| Иван Волков       | сценарист            |
| Александр Козлов  | продюсер             |
| Алексей Пашин     | режиссёр             |
| Дмитрий Швадченко | первый бандит        |
| Никита Тарасов    | второй бандит        |
| Юрий Алесин       | подозреваемый        |
| Алексей Ошурков   | инспектор Перетрухин |

## Съёмочная группа
- Автор сценария: Павел Руминов
- Режиссёр: Павел Руминов
- Операторы: Павел Руминов, Виталий Ершов
- Продюсер: Рубен Дишдишян
- Звук: Алексей Самоделко
- Музыка: Олег Чубыкин, Сергей Шубин, Александр Иванов

## Фестивали
- 2004 — XV Открытый фестиваль «Кинотавр», Программа «Дебют — Кинотавр. Короткий метр» (Диплом жюри / Диплом Гильдии киноведов и кинокритиков России) «За весьма убедительное изображение пыток современного сценарного творчества».
- 2004 — II Фестиваль «Московская Премьера» (лучший короткометражный фильм).
- 2004 — XIV Международный кинофестиваль в Тусоне, Аризона, США (специальный приз жюри).
- 2004 — II Международный кинофестиваль стран Азиатско-Тихоокеанского региона «Меридианы Тихого», Владивосток.
- 2005 — XXXIV Международный кинофестиваль в Роттердаме, Голландия.
- 2005 — I Фестиваль действительного кино «Кинотеатр.doc», Москва (специальный приз жюри).